# Константиновка (Коми)
Константиновка (коми Кӧсьта) — деревня в Ижемском районе Республики Коми России. Входит в состав сельского поселения Ижма.

## История
Константиновка была основана после 1930 года на территории Сизябского сельсовета. В 1970 году в деревне проживало 292 человека (183 мужчины и 51 женщина); в 1816 году — 159 человек (76 мужчин и 83 женщины). 19 ноября 1991 года населённый пункт вошёл в состав Ижемского сельсовета.

## География
Деревня находится в северо-западной части Республики Коми, в пределах Печорской низменности, на правом берегу реки Ижмы, на расстоянии примерно 5 километров (по прямой) к северу от села Ижмы, административного центра района. Абсолютная высота — 38 метров над уровнем моря.
Климат
Климат характеризуется как умеренно континентальный, с продолжительной морозной многоснежной зимой и коротким прохладным летом. Средняя температура воздуха самого тёплого месяца (июля) составляет 14,6 °C; самого холодного (января) — −17,4 °C. Среднегодовое количество атмосферных осадков составляет 527 мм.
Часовой пояс
Константиновка, как и вся Республика Коми, находится в часовой зоне МСК (московское время). Смещение применяемого времени относительно UTC составляет +3:00.

## Население
| 2010 |
| ---- |
| 90   |

Гендерный состав
По данным Всероссийской переписи населения 2010 года в гендерной структуре населения мужчины составляли 47,8 %, женщины — соответственно 52,2 %.
Национальный состав
Согласно результатам переписи 2002 года, в национальной структуре населения коми-ижемцы составляли 98 % из 96 чел.